# Перелік кавалерів Хреста Симона Петлюри (П)
Ця сторінка — інформаційний реєстр. Див. також основні статті: Хрест Симона Петлюри та Перелік кавалерів Хреста Симона Петлюри.
В алфавітному порядку представлені всі відомі кавалери Хреста Симона Петлюри, чиї прізвища починаються з літери «П». 
| №  | Фото | Ім'я                                      | Дата народження               | Місце народження                                         | Дата смерті       | Місце смерті                 | Звання                                                               | Підрозділ                                         | № ордена |
| -- | ---- | ----------------------------------------- | ----------------------------- | -------------------------------------------------------- | ----------------- | ---------------------------- | -------------------------------------------------------------------- | ------------------------------------------------- | -------- |
| 1  |      | Паламаренко Федот Григорович              | 1898                          | Шпотівка, Конотопський повіт, Чернігівська губернія      | 12 листопада 1921 | Базар                        | штабіст                                                              | 4-та Київська дивізія                             | 2200     |
| 2  |      | Палієнко Микола Васильович                | 30 червня 1896                | м. Сквира                                                | 21 липня 1944     | м. Броди                     | Сотник                                                               |                                                   | 171      |
| 3  |      | Палій-Неїло Борис Васильович              | 10 січня 1878                 | Неїлівка, Костянтиноградський повіт, Полтавська губернія | 5 лютого 1956     | Детройт                      | Полковник                                                            | артилерія                                         | 3136     |
| 4  |      | Палій-Сидорянський Михайло                | 8 листопада 1895              | Біла Церква                                              | 1963              | м. Прага                     | Полковник                                                            | 4-й кінний полк 4-ї Київської стрілецької дивізії | 1360     |
| 5  |      | Панч Петро Йосипович                      | 4 липня 1891                  | м. Валки                                                 | 1 грудня 1978     | м. Київ                      | Сотник                                                               |                                                   | 545      |
| 6  |      | Панченко Павло Григорович                 | 1893                          | місто Сквира, Київська губернія                          |                   |                              | Підполковник                                                         |                                                   | 520      |
| 7  |      | Первухин Петро                            |                               | Харківщина                                               | після 1969        | Австралія                    | Хорунжий                                                             | кулеметна ватага полку Чорних запорожців          | 1796     |
| 8  |      | Пересада-Суходольський Михайло Степанович | 25 травня 1883                | Валки, Харківська область                                | 29 липня 1938     | Львів                        | Генерал-хорунжий                                                     | Третя Залізна Стрілецька дивізія Армії УНР        | 397      |
| 9  |      | Петлюра Олександр Васильович              | 29 серпня 1888                | Полтава                                                  | 4 березня 1951    | Торонто                      | Полковник                                                            | Третя Залізна Стрілецька дивізія Армії УНР        | 371      |
| 10 |      | Петлюра Симон Васильович                  | 10 (22) травня 1879           | Полтава                                                  | 25 травня 1926    | Париж, Французька республіка | 2-й Голова Директорії УНР, 1-й Генеральний секретар військових справ | Гайдамацький Кіш Слобідської України              | 1        |
| 11 |      | Петренко Іван Діонісійович                | 3 серпня 1897                 | с. Серби, Могилівський повіт, Подільська губернія        | 23 листопада 1921 | м. Базар                     | Хорунжий                                                             | 4-та Київська стрілецька дивізія Армії УНР        | 2003     |
| 12 |      | Петрів Всеволод Миколайович               | 14 січня 1883                 | Київ                                                     | 10 липня 1948     | Аугсбурґ                     | Генерал-хорунжий                                                     |                                                   |          |
| 13 |      | Пилишенко Василь Васильович               | 1889                          | Волинь                                                   | 16 вересня 1989   |                              | Старший лейтенант                                                    | ВМС УНР                                           |          |
| 14 |      | Пилькевич Олександр Меркурійович          | 2 травня 1877                 | Київська губернія                                        | 15 жовтня 1922    | Щепіорно, Польща             | Генерал-хорунжий                                                     | Окремий корпус кордонної охорони                  |          |
| 15 |      | Плітас Олександр Савич                    | 1896                          | Константинівська, Донщина                                | 27 травня 1958    | Меріленд, США                | Сотник                                                               | 4-та Київська дивізія                             | 3508     |
| 16 |      | Погиба Федір Данилович                    | 1898                          | Літки, Остерський повіт, Чернігівська губернія           | 22 листопада 1921 | Базар                        | Хорунжий                                                             | 4-та Київська стрілецька дивізія Армії УНР        | 2013     |
| 17 |      | Попович Василь Михайлович                 | 1897                          |                                                          | 22 листопада 1921 | Базар                        | писар                                                                | 2-га Волинська дивізія 4-та Київська дивізія      | 2043     |
| 18 |      | Порохівський Гнат Єрмилович               | 29 січня 1888                 | с. Добра                                                 | 1950              | Мордовія                     | Полковник                                                            |                                                   | 45       |
| 19 |      | Присяжнюк Василь Олександрович            | 12 квітня 1897                | Радомисльський повіт Київська губернія                   |                   |                              | Підполковник                                                         | 4-та Київська стрілецька дивізія Армії УНР        | 163      |
| 20 |      | Прохода Василь Хомич                      | 25 грудня 1890 (6 січня 1891) | Кубань                                                   | 8 листопада 1971  | Чехословаччина               | Полковник                                                            | Третя Залізна Стрілецька дивізія Армії УНР        | 70       |
| 21 |      | Пузицький Антін Олексійович               | 13 грудня 1877                |                                                          | 1945              |                              | Генерал-хорунжий                                                     |                                                   | 202      |